# غازی‌بیگ ذوالقدر
غازی‌بیگ ذوالقدر از امرای قزلباش طایفه ذوالقدر بود. وی از ماموران و جاسوسان شاه اسماعیل دوم در شیراز (فارس) بود و وظیفه داشت تا محمدمیرزا (شاه محمد خدابنده) را تحت کنترل و مراقبت داشته باشد. پس از قتل شاه اسماعیل دوم و خوشحالی شاه محمد خدابنده از این رخداد، وی توسط شاه محمد خدابنده بخشیده شد و منصب ایشیک آقاسی باشی گرفت ولی پس از چند روز به دستور مهدعلیا خیرالنساء بیگم (مادر شاه عباس یکم و زن شاه محمد خدابنده)، او را به قلعه استخر فرستادند و در آنجا کشتند.